# Kirby's Adventure Wii
 (janvier 2025).
- Si vous ne connaissez pas le sujet, laissez ce bandeau (vous pouvez alors contacter les auteurs).
- Si vous supprimez le contenu mis en cause (vous pouvez préalablement contacter les auteurs),

argumentez précisément cette suppression dans la page de discussion
(un manque de référence n'est pas un argument ; une recherche réelle de référence doit avoir été effectuée, être formellement documentée).
Kirby's Adventure Wii, connu sous le titre Kirby of the Stars Wii 星のカービィWii (Hoshi no Kābyi Wii, Kirby des étoiles Wii) au Japon et Kirby's Return to Dream Land en Amérique du Nord, est un jeu vidéo de plates-formes développé par HAL Laboratory et édité par Nintendo, le jeu eut un développement très long et chaotique et il est resté longtemps au stade de projet sans annonces officielles, le jeu est finalement sorti en 2011.
Avec ce nouvel épisode, HAL Laboratory souhaitait revenir à la formule originale à base de pures plates-formes et de nombreuses transformations.
Un remake intitulé Kirby's Return to Dream Land Deluxe est sorti le 24 février 2023 sur Nintendo Switch.

## Développement
Au début du développement, le jeu était annoncé sur GameCube, mais n'ayant pas été fini à temps, le projet a été déplacé sur la Wii. D'abord annoncé pour 2005 et nommé Kirby Adventure, peu de détails ont été annoncés sur ce titre ce qui a entraîné un doute concernant son existence. En 2007, un représentant de Nintendo a nié le développement du jeu. Cependant, un nouveau Kirby a été présenté : Kirby : Au Fil de l'Aventure développé par Good-Feel et sorti en 2010. Le projet initial était alors présumé annulé, mais un communiqué diffusé le 28 janvier 2010 a confirmé que le projet est bien en développement.

## Système de jeu
Comme le montrent les premières images, les niveaux sont dans un rendu 3D mais le gameplay est à défilement horizontal à l'image de Kirby 64: The Crystal Shards. Kirby utilise un système d'attaque qui lui permet de monter sur trois autres personnages, une technique abandonnée depuis Kirby's Dream Land 3. Kirby a également la possibilité de copier les capacités de ses adversaires comme dans Kirby Super Star Ultra[source secondaire souhaitée].

## Scénario
Le Galeronef Lor, un vaisseau appartenant à l'alien Magolor, s'écrase sur la planète Popstar. Kirby, accompagné du Roi DaDiDou, de Waddle Dee et de Meta Knight, part retrouver les pièces manquantes. Lorsque Kirby bat le dragon d'Halcandra, Landia, il découvre que Magolor est en fait un sorcier maléfique qui a volé la Couronne Maître, le trésor de Halcandra, qui octroie des pouvoirs colossaux à celui qui la porte. Kirby, avec l'aide de Landia, doit battre le Galion Volant et les deux formes de Magolor pour sauver l'univers.

## Personnages

### Personnages jouables
- Kirby
- Meta Knight
- Roi Dadidou
- Waddle Dee

NB: Le joueur 1 incarne obligatoirement Kirby.
NB: Landia est jouable dans le monde 8

### Mondes et personnages
- Prairie paisible, gardée par Whispy Woods, pommier très connu des fans de la série, boss du premier monde comme cela est souvent le cas dans Kirby.
- Arène aride, gardée par M. Raddjah, un génie bleu.
- Remous renversants, gardés par Grodruche, une sorte de poisson capable de ramper et de rouler sur la terre ferme.
- Falaise frissonnante, gardée par Goriath, un primate très athlétique et maître de l'élément glace.
- Ascension azurée, gardée par Chimair Royal, chef des Chimair Sphère, créatures aux allures de chauve-souris qui gardent les mondes parallèles.
- Imbroglio industriel, gardé par le Général Métal, un robot très intelligent et très fort.
- Terrain tonitruant, gardé par Landia, roi d'Halcandra, c'est un dragon à quatre têtes qui peut faire tout ce qu'il veut avec la Couronne Maître sur la tête.
- Dimension parallèle, dernier monde, gardée par le Galéronef Lor et Magolor, affronté sous sa forme normale puis Ame Magolor que l'on ait vaincu son vaisseau, manipulé par magie.

NB: Landia n'est jouable que dans le monde 8, après avoir été battu.
Les premières lettres des noms des différents mondes, sauf le monde 8, donnent PARFAIT. En anglais, les mondes ayant des noms différents, c'est couronné (CROWNED) qui est formé.

## Transformations de Kirby
Le jeu regorge de transformations. Kirby n'a qu'à aspirer un ennemi pour copier sa capacité.

### Transformations générales
| Aiguille | Aile       | Bombe   | Combat    | Eau     |
| Épée     | Étincelle  | Feu     | Feuille   | Foudre  |
| Fouet    | Glace      | Lance   | Marteau   | Micro   |
| Ninja    | Parasol    | Rayon   | Rocher    | Sommeil |
|          | Super Saut | Tornade | Trancheur |         |

NB: 
- Les mouvements de Meta Knight sont les mêmes que Kirby Épée, ceux de Roi DaDiDou que Kirby Marteau et ceux de Waddle Dee que Kirby Lance.
- Les transformations Eau, Feuille, Fouet et Lance sont inédites.

### Transformations spéciales
Lorsque Kirby gobe un ennemi spécial, il peut obtenir une capacité spéciale.
- Super Épée
- Dragon de Feu
- Sphère Radiante
- Globe de Neige
- Marteau Géant

## Mini-jeux
Outre l'aventure principale, il est possible de jouer à des mini-jeux.
- L'Arène : il faut affronter, dans le désordre (sauf Magolor et son Ame, qui sont toujours derniers), tous les boss de l'aventure principale. Des capacités sont disponibles au début, et entre deux combats, de même que des Maxi-tomates et des tomates simples. Les meilleurs temps sont sauvegardés.
- L'Arène Ultime : pareil que L'Arène, sauf que les boss sont plus puissants (appelés EX), et issus du Mode Extra, complication de l'aventure principale. En plus des versions renforcées de tous les boss, on affronte Galacta Knight, boss apparu pour la première fois dans Kirby Super Star Ultra.
- Tir Boumboum : un jeu consistant à détruire trois robots, Mecha Wadlle dee, Mecha kawasaki et HR-D3, un robot géant en forme de Roi Dadidou (déjà apparu dans Kirby's Dream Course), avec un bazooka tirant des balles d'énergie. Épreuve en temps limité.
- Dojo ninja : lancez des shuriken au bon moment pour toucher le centre de la cible.

## Kirby's Return to Dream Land Deluxe
La version Deluxe sortie sur Nintendo Switch le 24 février 2023 reprend le jeu original et y ajoute :
- des graphismes améliorés ;
- un système d'aide que le joueur peut activer s'il le souhaite : sa barre de santé sera alors doublée et Magolor viendra secourir Kirby si ce dernier tombe dans un trou ;
- deux nouveaux pouvoirs (Sable et Méca) et des niveaux bonus qui leur sont associés, ainsi que le pouvoir Festival apparu pour la première fois dans Kirby Star Allies ;
- un nouveau mode de jeu, le Parc Magoland, qui permet de jouer à dix mini-jeux (Dojo ninja du jeu original, sept mini-jeux apparus dans des jeux plus anciens de la série Kirby et deux nouveaux mini-jeux ; Tir Boumboum est le seul mini-jeu du jeu original à ne pas être reconduit dans cette version) en solo ou en multijoueur ;
- le mode Extra est rendu encore plus difficile par la diminution du nombre d'objets de soin disponibles et un surplus d'ennemis ;
- une nouvelle aventure annexe, Épilogue de Magolor, accessible après avoir terminé l'histoire principale, et dans laquelle le joueur incarne Magolor.